# Oevenum
Oevenum (Fering: Ööwenem, Tiếng Đan Mạch: Øvenum) là một đô thị trên đảo Föhr thuộc huyện Nordfriesland, bang Schleswig-Holstein, Đức.